# Zlín Z-43
Die Zlín Z-43 ist ein Mehrzweckflugzeug des tschechoslowakischen Herstellers Zlínská Letecká Akciová Společnost, kurz Zlín. Aufgabenbereiche sind Kurier- und Verbindungsdienste, Pilotenschulung, Kunstflug und Segelflugzeugschlepp.

## Allgemeines
Die Z-43 ist eine Weiterentwicklung des Reiseflugzeuges Z-42. Beide Flugzeuge haben etwa zu 80 % gleiche Baugruppen. Augenscheinlichstes Unterscheidungsmerkmal sind die bei der Z-43 vorhandenen zusätzlichen zwei Hintersitze, weshalb der Rumpf auch etwa 70 cm länger als bei der Z-42 ist. Weiterhin besitzt die Z-43 ein verstärktes Fahrwerk, Doppelsteuerung sowie ein stärkeres M-337A Triebwerk.
Der erste von zwei Prototypen mit dem Kennzeichen OK-XKN startete am 10. November (16. Dezember?) 1968 zum Erstflug. Die Z-43 ersetzte in einer Stückzahl von 12 zum Anfang der 1970er-Jahre in den Luftstreitkräften der DDR die Jak-18A und wurde ab 1974 auch bei der Gesellschaft für Sport und Technik (8 Stück) verwendet. Weitere Nutzerländer waren neben der ČSSR (77) Polen (1), Ungarn (6), Algerien (29) und die Bundesrepublik Deutschland (1). Nachfolgemodell ist die Z-143. Insgesamt wurden 134 Stück produziert.
Ein 1974 zum Sanitätsflugzeug umgerüsteter Prototyp erreichte nicht die Serienreife.

## Militärischer Einsatz
Die ehemalige tamilische Rebellenarmee Liberation Tigers of Tamil Eelam auf Sri Lanka unterhielt seit 2005 die Luftstreitkraft Air Tigers, die je nach Angaben aus einer bis fünf Z-43 bestand. Zu den schwerwiegendsten Luftangriffen gehören der Angriff auf den Bandaranaike International Airport im März 2007, auf den Hafen von Trincomalee im April 2008 und der Kamikazeflug auf das Regierungsviertel in Colombo im Februar 2009. Näheres dazu siehe Bürgerkrieg in Sri Lanka.

## Technische Daten

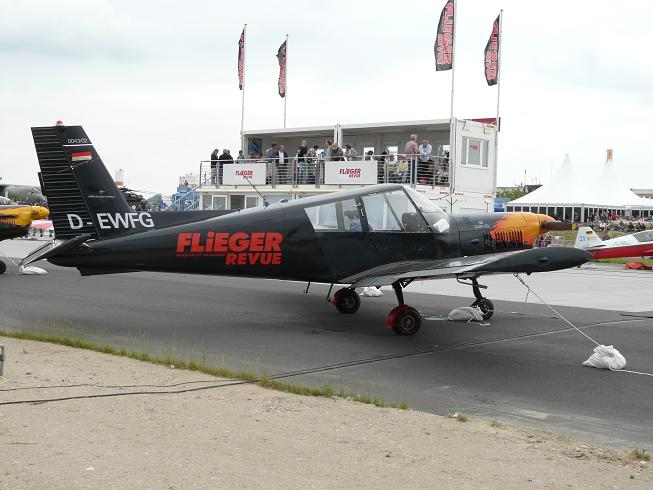
Bei dieser Z-43 sind die im Vergleich zur Z-42 vergrößerten hinteren Seitenfenster gut zu erkennen.

| Kenngrößen            | Daten                                                                              |
| --------------------- | ---------------------------------------------------------------------------------- |
| Hersteller            | Zlínská Letecká Akciová Společnost (Moravan)                                       |
| Baujahr(e)            | 1968 (Prototyp), 1973–1981 (Serie)                                                 |
| Besatzung/Passagiere  | 1/3                                                                                |
| Länge                 | 7,75 m                                                                             |
| Spannweite            | 9,76 m                                                                             |
| Höhe                  | 2,91 m                                                                             |
| Flügelfläche          | 14,50 m²                                                                           |
| Flächenbelastung      | 88,3 kp/m²                                                                         |
| Leermasse             | 730 kg                                                                             |
| Startmasse            | 1000 kg                                                                            |
| Antrieb               | ein 6-Zylinder-Reihenmotor M-337A mit verstellbarer Metallluftschraube Avia V-500A |
| Leistung              | 154 kW (209 PS)                                                                    |
| Kraftstoffvorrat      | 230 l (je 65 l in zwei Flügeltanks plus 50 l in Zusatztanks in den Flügelenden)    |
| Höchstgeschwindigkeit | 235 km/h in 500 m                                                                  |
| Reisegeschwindigkeit  | 210 km/h                                                                           |
| Steiggeschwindigkeit  | 3,5 m/s                                                                            |
| Landegeschwindigkeit  | 90–110 km/h                                                                        |
| Dienstgipfelhöhe      | 3800 m                                                                             |
| Reichweite            | normal 600 km, maximal 1160 km                                                     |